# Cómplices (película de 2018)
Cómplices es una película mexicana de 2018 del género comedia y romance dirigida por Luis Eduardo Reyes. Está protagonizada por Arath de la Torre, Jesús Zavala, Eva Arias y Marina de Tavira.

## Sinopsis
La vida de Juan Campos no podría ir de mejor manera. Soltero y exitoso, Juan ha dedicado su tiempo en aprender las más refinadas y efectivas técnicas de seducción, lo que le ha permitido vivir aventuras breves, con mujeres hermosas. Acompañado de su inseparable amigo y cómplice de conquistas, Luis Pani, ambos planean el viaje de sus vidas, a las playas de República Dominicana. Pero los planes cambian cuando Luis enferma y, sin deseos de perder el boleto y viaje, Juan decide llevar a su sobrino, Mau.
Mau, sin embargo, atraviesa por una depresión adolescente, luego de terminar su noviazgo con quien el chico consideraba era el amor de su vida. Para ayudarle a superar dicho dolor, Juan decide entrenar a Mau y heredarle sus sofisticados métodos de conquista. Sin embargo, la súbita aparición de Teresa cambiará todo, pues Teresa es la única mujer capaz de paralizar a Juan. Juntos vivirán una aventura, rodeados de exóticas locaciones, para descubrir que nada está escrito, ni planeado, en el amor.

## Reparto
- Arath de la Torre como Juan Campos
- Jesús Zavala como Mau Garcia Campos
- Eva Arias como Mia Estrada
- Marina de Tavira como Teresa D’Ors
- Altair Jarabo como Sonia Santana
- Héctor Aníbal como Antonio
- Liche Ariza como Luis Pani
- Paula Ferry como Elisa